# Avitus római császár
Eparchius Avitus, általánosan elterjedt néven Avitus császár (Clermont, 385 körül – Avitus Placentia (ma Piacenza) [?], 457) nyugatrómai császár 455-től 456-ig.

## Élete
Előkelő gall családból származott, és Sidonius Apollinaris keresztény költő veje volt. Kihasználva a tolosai székhelyű vizigótok között élvezett tekintélyét, 451-ben rábírta I. Theuderik nyugati gót király az Attila elleni támadásra. Bár a Theuderik hamarosan elesett a catalaunumi csatában, Avitus a magister utriusque militiae címet kapta Petronius Maximus császártól. Petronius halála után a vizigótok Avitust kiáltották ki császárrá, akihez az arelati elrómaiasodott gallok is csatlakoztak.
Avitus Rómába vonult, de 456 októberében Flavius Ricimer hadvezér lemondásra kényszerítette trónjáról. Avitus Placentia (ma Piacenza) püspöki címét kapta kárpótlásul, és hamarosan meg is halt.